# Люкс (Верхняя Гаронна)
Люкс (фр. Lux, окс. Lutz) — коммуна во Франции, находится в регионе Юг — Пиренеи. Департамент — Верхняя Гаронна. Входит в состав кантона Вильфранш-де-Лораге. Округ коммуны — Тулуза.
Код INSEE коммуны — 31310.

## География

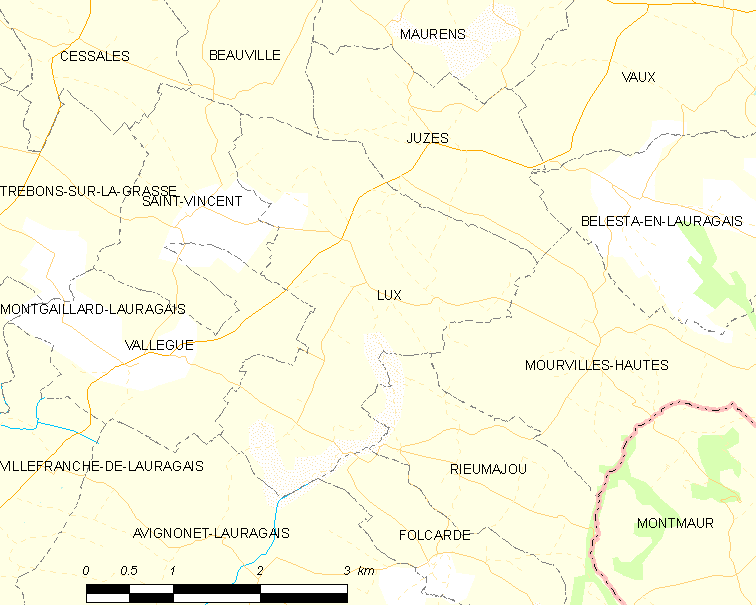
Карта коммуны

Коммуна расположена приблизительно в 610 км к югу от Парижа, в 33 км к юго-востоку от Тулузы.
На севере коммуны протекает река Грас.

## Климат
Климат умеренно-океанический. Зима мягкая и снежная, весна характеризуется сильными дождями и грозами, лето сухое и жаркое, осень солнечная. Преобладают сильные юго-восточные и северо-западные ветры.

## Население
Население коммуны на 2010 год составляло 358 человек.
| 1962 | 1968 | 1975 | 1982 | 1990 | 1999 | 2010 |
| ---- | ---- | ---- | ---- | ---- | ---- | ---- |
| 162  | 143  | 140  | 121  | 134  | 171  | 358  |

## Администрация
| Период | Период | Фамилия          | Партия | Примечания                                  |
| ------ | ------ | ---------------- | ------ | ------------------------------------------- |
| 2001   | 2008   | Франсис Брессоль |        |                                             |
| 2008   | 2020   | Жизель Брессоль  |        | вице-президент сообщества коммун Кап-Лораге |

## Экономика
В 2010 году среди 242 человек трудоспособного возраста (15—64 лет) 165 были экономически активными, 77 — неактивными (показатель активности — 68,2 %, в 1999 году было 80,7 %). Из 165 активных жителей работали 152 человека (78 мужчин и 74 женщины), безработных было 13 (6 мужчин и 7 женщин). Среди 77 неактивных 12 человек были учениками или студентами, 11 — пенсионерами, 54 были неактивными по другим причинам.

## Достопримечательности
- Церковь Спаса